# Ерлиташ, Нур
Нурай «Нур» Ерлиташ (тур. Nuray «Nur» Yerlitaş, 11 августа 1955 — 27 апреля 2020) — турецкий модельер.

## Жизнь
Нур Ерлиташ родилась 11 августа 1955 года в Вефе, Стамбул. Нур арабского происхождения по материнской линии и турецкого происхождения по отцовской линии. Свою карьеру она начала с продажи аксессуаров из Италии. В последующие годы она открыла собственный бутик и занялась дизайнерским бизнесом.
В августе 2018 года у Ерлиташ диагностировали рак мозга, по поводу которого ей сделали операцию. В марте 2019 года ей сделали вторую операцию. Она умерла 27 апреля 2020 года в своём доме в Стамбуле. Её похороны прошли в мечети Зинджирликую, а тело похоронено на кладбище Улус.

## Фильмография
Телевидение
- Bak Kim Dans Ediyor (2007)
- Yemekteyiz[англ.] (2010)
- Bugün Ne Giysem (2011)
- Bu Tarz Benim[англ.] (2014)
- İşte Benim Stilim[англ.] (2015–2017)
- Maral: En Güzel Hikâyem (2015) – эпизод 9[13]

Музыкальные видео
- «Türkan» – Демет Акалын (2011)
- «Karagözlüm» – Кая Серкан[англ.] (2019)

Рекламные ролики
- Yedigün (2015)[14]